# Мост Джендере
Мост Джендере (тур. Cendere Köprüsü) — древнеримский мост, расположенный недалеко от античного города Арсамея (современная Кяхта), в 55 км к северо-востоку от города Адыямана на юго-востоке Турции. Мост пересекает реку Джендере (Cendere Çayı), правый приток реки Кяхта, впадающей в водохранилище Ататюрк.
Мост является частью национального парка Турции, расположенного вокруг горы Немрут-Даг, которая была объявлена ЮНЕСКО объектом Всемирного культурного наследия человечества.

## История
Мост построен как простая, без единого украшающего его элемента, единая «величественная» арка. Она опирается на две скалы и расположена в самом узком месте протока. Длина пролёта моста составляет 34,2 м — данное инженерное сооружение, вполне возможно, является вторым по величине сохранившимся арочным римским мостом. Вся конструкция имеет 120 м в длину и 7 м в ширину.
Мост был перестроен солдатами XVI Стойкого Флавиева легиона армии древнего Рима (лат. Legio XVI Gallica), который стоял гарнизоном в древнем городе Самосата (сегодня это турецкий город Самсат): войска предполагалось использовать для войны с Парфией.
Жители городов Коммагенского царства — древнеармянского государства в Малой Азии периода эллинизма — добавили к мосту четыре коринфские колонны: они были построены в честь римского императора Луция Септимия Севера (правившего с 193 по 211 год), его второй жены Юлии Домны, и их сыновей Каракалла и Публий Септимий Гета. Эти сведения указаны на табличке, написанной на латыни и расположенной на самом мосту. Две колонны на стороне Кахты посвящены самому Септимию Северу и его жене, а ещё две на стороне Синчика — Каракалле и Гете, все они имеют высоту от 9 до 10 м. Колонна Геты, однако, была вскоре удалена с моста: после его убийства его же братом Каракаллой, который проклял память своего брата и приказал, чтобы его имя было удалено со всех надписей.
В 1883 году инженерное сооружение было описано и зарисовано с натуры археологами Османом Хамди-бей и Осганом Эфенди, во время их археологической экспедиции на гору Немрут-Даг: путешествие стало известным, благодаря путевым дневникам и заметкам, опубликованным позже обоими исследователями. Осман Хамди-бей и Осган Эфенди описывали каменный мост как «находящийся в хорошем состоянии», с мощенными поверхностью и парапетом — которые, правда, были как раз сильно повреждены. 
Сегодня мост Джендер стал частью одного из самых известных национальных парков Турции — парка, расположенном вокруг горы Немрут-Даг, которая была объявлена в 1987 году ЮНЕСКО объектом Всемирного культурного наследия человечества. В парке находятся многочисленные известные артефакты Коммагенского царства и он является популярным туристическим направлением: мост Джендере входит, при этом, в «обязательную программу» посещения.
В 1997 году мост был восстановлен: движение автотранспорта по нему тогда сохранилось, но было ограничено предельной массой в 5 тонн. Позже мост Джендере был окончательно закрыт для любых транспортных средств, поскольку новый дорожный мост построили в 500 м к востоку от старого.